# Trusthorpe
Trusthorpe – wieś w Anglii, w hrabstwie Lincolnshire. Leży 55 km na wschód od Lincoln i 203 km na północ od Londynu.